# Neville Isdell
Edward Neville Isdell (født 8. juni 1943) er en nordirsk forretningsmand, der tidligere var bestyrelsesformand og administrerende direktør for The Coca-Cola Company.
Isdells familie flyttede til Zambia, da han var ti år gammel, og i 1966 blev han ansat i den lokale afdeling af The Coca-Cola Company. Herfra avancerede han, så han i 1972 blev leder af afdelingen i Johannesburg, firmaets største afdeling i Afrika. Han fik efterfølgende mere og mere betydningsfulde lederstillinger i Coca-Colas afdelinger i Australien, Filippinerne og Europa, inden han i 1998 blev bestyrelsesformand og administrerende direktør for afdelingen i Storbritannien. Han blev pensioneret som direktør i december 2001.
Neville Isdell har siden sin pensionering fungeret som international konsulent for Coca-Cola, og han har været involveret i en række internationale samarbejder, blandt andet det amerikansk-russiske forretningsråd.